# کاینو
کاینو (سوئدی: Kajanaland) یکی از منطقه‌های فنلاند است که هم‌مرز با منطقه‌های اوستروبوتنیای شمالی، کارلیای شمالی و ساوونیای شمالی است. این منطقه‌ از شرق با کشور روسیه نیز مرز مشترک دارد.